# سنگ‌نگارهای تکه
سنگ نگارهای تکه مربوط به مفرغ است و در شهرستان بجنورد، بخش مرکزی، دهستان بدرانلو، ۲۰۰ متری جنوب شرق نرگسلوی علیا واقع شده و این اثر در تاریخ ۱۸ شهریور ۱۳۸۷ با شمارهٔ ثبت ۲۳۱۹۱ به‌عنوان یکی از آثار ملی ایران به ثبت رسیده است.